# Воскресенске
Воскресенске (на украински: Воскресенське) е селище от градски тип в Южна Украйна, Жовтневи район на Николаевска област. Основано е през 1790 година. Населението му е около 4597 души.
1. ↑  voskr-rada.gov.ua